# Suzana Tratnik
Suzana Tratnik – słoweńska pisarka, tłumaczka i publicystka. Urodziła się w 1963 roku w Murskiej Sobocie. Ukończyła socjologię na Wydziale Nauk Społecznych na Uniwersytecie w Lublanie oraz studia podyplomowe w dziedzinie antropologii płci w Institutum Studiorum Humanitatis.

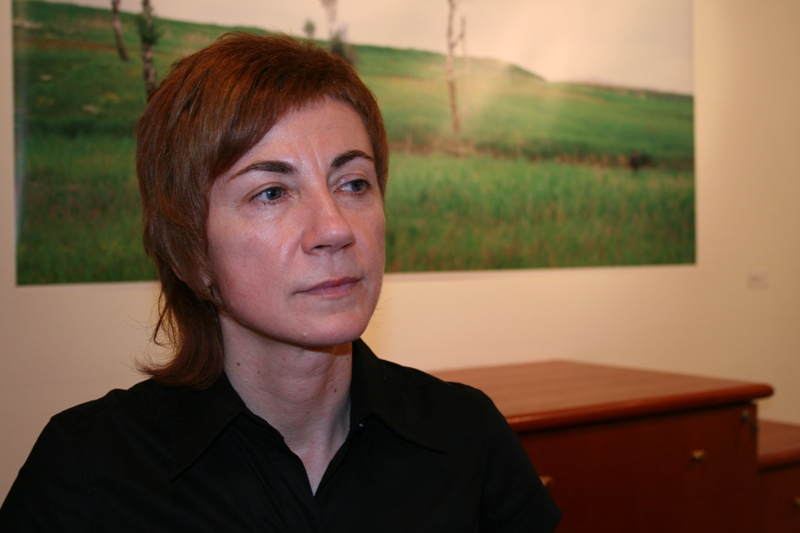
Suzana Tratnik foto. Barbara Berce

## Twórczość
Pisarka wydała sześć tomików krótkiej prozy : 
- Pod ničlo (Poniżej zera, 1997),
- Na svojem dvorišču (Na własnym podwórku, 2003),
- Vzporednice (Paralele, 2005) za które dostała Nagrodę Fundacji Prešerna,
- Česa nisem nikoli razumela na vlaku (Czego nigdy nie rozumiałam w pociągu, 2008)
- Dva svetova (Dwa światy, 2009),
- Rezervat (Rezerwat, 2012),
- Noben glas (2016).

Jest również autorką trzech powieści: 
- Ime mi je Damjan (Na imię mam Damian, 2001)
- Tretji svet (Trzeci świat, 2007)
- Tombola ali življenje! (2017)

Powieść Tretji svet znalazła się wśród finalistów konkursu organizowanego przez Wydawnictwo Ivana Cankara (Cankarjeva Založba) na powieść z życia współczesnego. Wydała  również ilustrowaną książkę dla dzieci Zafuškana Ganca (2010), słuchowisko radiowe Lep dan še naprej (2011) oraz zbiór esejów Konec strpnosti (2013). Jej opowiadania i powieści zostały przetłumaczone na ponad piętnaście języków. Wydania książkowe zostały opublikowane m.in. w Czechach, Serbii, Niemczech, Austrii oraz we Włoszech.

## Działalność
Jako długoletnia aktywistka ruchu lesbijskiego oraz eseistka w roku 1966 była współautorką dzieła L, zbornik o lezbičnem gibanju na Slovenskem 1984–1995 (L, o ruchu lesbijskim w Słowenii w latach 1984-1995), oraz autorką studium o literaturze lesbijskiej Lezbična zgodba - literarna konstrukcija seksualnosti (Opowiadanie lesbijskie – literacka konstrukcja seksualności, 2004). Jej opowiadania są opublikowane w niemieckiej antologii europejskiej lesbijskiej prozy Sappho küsst Europa (Querverlag, Berlin 1997), a także w amerykańskiej antologii The Vintage Book of International Lesbian Fiction (Vintage Press, New York and Toronto 1999). Jako współorganizatorka lesbijskiego i gejowskiego festiwalu filmowego w Lublanie, zasiadała w jury Teddy na festiwalu filmowym Berlinae 2000.

## Z życia i twórczości
Zaczynała od poezji. Wiersze publikowała w czasopiśmie "Mlade poti", ale jak sama przyznaje z czasem poezja przestała ją pociągać. Wraz z Branem Mozetičem jest główną przedstawicielką gejowskiej i lesbijskiej literatury.

## Polskie tłumaczenia
Na język polski zostały przetłumaczone niektóre opowiadania Suzany Tratnik, m.in. Sylwestrowy pocałunek (Silvestrski poljub), tł. Michał Kopczyk, Mariška na radiu, tł. Agnieszka Będkowska-Kopczyk, Olej, tł. Tomasz Łukaszewicz (opowiadania opublikowane zostaną w 2012 roku w czasopiśmie "Arkadia", dostępne są również na stronie internetowej http://festiwalzlotalodz2011.webnode.com/ w zakładce 'teksty literackie'). Opowiadania Pamięci filozofii Iry M. U. J. (Za Irino Filozofijo M.U.K), tł. Tomasz Łukaszewicz oraz Czego nigdy nie mogłam zrozumieć w pociągu (Česa nisem nikoli razumela na vlaku) tł. Ewa Ziewiec zostały opublikowane w 2009 roku w tomiku Spotkania literackie; Współczesna literatura słoweńska. W czasopiśmie literacko-artystycznym Studium (nr 6(48)2004/1(49)2005), ukazało się natomiast opowiadanie tego i tego (oboje) tł. Agnieszka Będkowska-Kopczyk. 

## Suzana Tratnik w Polsce
W roku 2011 Suzana Tratnik gościła w Polsce podczas II edycji festiwalu Złota Łódź, który odbywał się od 24 do 28 maja 2011 w Mikołowie, Sosnowcu, Katowicach, Krakowie oraz Bielsku-Białej. 25 maja na Wydziale Filologicznym Uniwersytetu Śląskiego w Sosnowcu pisarka wygłosiła wykład pt. Opowiadanie lesbijskie (Lezbična zgodba). Przybliżyła studentom historię literatury lesbijskiej, jej rozwój oraz głównych przedstawicieli gatunku. Tego samego dnia wieczorem, po uroczystym otwarciu festiwalu w Teatrze Korez w Katowicach, odbył się wieczorek literacki z udziałem pisarki, na którym można było wysłuchać fragmentów jej opowiadań zarówno w języku polskim, jak i słoweńskim oraz zasięgnąć informacji o życiu i twórczości pisarki.